# Kajakarstwo na Igrzyskach Panamerykańskich 2011
Kajakarstwo na Igrzyskach Panamerykańskich 2011 odbywało się w dniach 26–29 października 2011 roku. Rywalizacja odbywała się na Pista de remo y canotaje w dwunastu konkurencjach.

## Podsumowanie

### Klasyfikacja medalowa
| Klasyfikacja medalowa | Klasyfikacja medalowa | Klasyfikacja medalowa | Klasyfikacja medalowa | Klasyfikacja medalowa | Klasyfikacja medalowa |
| Miejsce               | państwo               | Złoto                 | Srebro                | Brąz                  | Razem                 |
| --------------------- | --------------------- | --------------------- | --------------------- | --------------------- | --------------------- |
| 1                     | Kuba                  | 4                     | 3                     | 2                     | 9                     |
| 2                     | Kanada                | 4                     | 2                     | 1                     | 7                     |
| 3                     | Stany Zjednoczone     | 2                     | 0                     | 2                     | 4                     |
| 4                     | Meksyk                | 1                     | 1                     | 0                     | 2                     |
| 5                     | Ekwador               | 1                     | 0                     | 0                     | 1                     |
| 6                     | Argentyna             | 0                     | 4                     | 3                     | 7                     |
| 7                     | Brazylia              | 0                     | 2                     | 2                     | 4                     |
| 8                     | Chile                 | 0                     | 0                     | 1                     | 1                     |
| 8                     | Wenezuela             | 0                     | 0                     | 1                     | 1                     |
| Razem                 | Razem                 | 12                    | 12                    | 12                    | 36                    |

### Medaliści
| C-1 200 m  | Richard Dalton                                                                         | Nivalter De Jesus                                                                       | Roleysi Baez                                                                     |
| C-1 1000 m | Everardo Cristóbal                                                                     | Reydel Ramos                                                                            | Johnnathan Tafra                                                                 |
| C-2 1000 m | Kuba · Karel Aguilar Chacon · Serguey Torres                                           | Brazylia · Erlon Silva · Ronilson de Oliveira                                           | Wenezuela · Ronny Ratia · Anderson Ramos                                         |
| K-1 200 m  | Cesar de Cesare                                                                        | Miguel Correa                                                                           | Ryan Dolan                                                                       |
| K-1 1000 m | Jorge Antonio Garcia                                                                   | Daniel Dal Bo                                                                           | Philippe Duchesneau                                                              |
| K-2 200 m  | Kanada · Ryan Cochrane · Hugues Fournel                                                | Argentyna · Miguel Correa · Ruben Voizard                                               | Brazylia · Givago Ribeiro · Gilvan Ribeiro                                       |
| K-2 1000 m | Kanada · Steven Jorens · Richard Dessureault-Dober                                     | Kuba · Reinier Torres · Jorge Antonio Garcia                                            | Argentyna · Pablo Martín de Torres · Roberto Geringer Sallette                   |
| K-4 1000 m | Kuba · Osvaldo Labrada · Jorge Antonio Garcia · Reinier Torres · Maikel Daniel Zulueta | Kanada · Richard Dessureault-Dober · Philippe Duchesneau · Steven Jorens · Connor Taras | Brazylia · Celso Oliveira · Roberto Maheler · Gilvan Ribeiro · Givago Ribeiro    |
| Kobiety    |                                                                                        |                                                                                         |                                                                                  |
| K-1 200 m  | Carrie Johnson                                                                         | Darisleydis Amador                                                                      | Sabrina Ameghino                                                                 |
| K-1 500 m  | Carrie Johnson                                                                         | Emilie Fournel                                                                          | Alexandra Keresztesi                                                             |
| K-2 500 m  | Kuba · Dayexi Gandarela · Yulitza Meneses                                              | Argentyna · Sabrina Ameghino · Alexandra Keresztesi                                     | Stany Zjednoczone · Margaret Hogan · Kaitlyn McElroy                             |
| K-4 500 m  | Kanada · Kathleen Fraser · Kristin Gauthier · Alexa Irvin · Una Lounder                | Meksyk · Anais Abraham · Karina Alanis · Alicia Guluarte · Maricela Montemayor          | Kuba · Darisleydis Amador · Yulitza Meneses · Dayexi Gandarela · Yusmary Mengana |